# Statue-menhir de Granisse
La statue-menhir de Granisse est une statue-menhir appartenant au groupe rouergat découverte à Lacaune, dans le département du Tarn en France.

## Historique
La statue a été découverte en 1969 par Robert Maurel dans un mur de chemin. La statue-menhir est inscrite monument historique au titre d'objet depuis le 14 octobre 2019.

## Description
La statue a été sculptée dans une dalle de grès rose dont les sites d'extraction les plus proches sont situés à 10 km ou 18 km du lieu de la découverte. Elle mesure 1,23 m de hauteur pour une largeur maximale de 0,70 m et une épaisseur de 0,12 m.
La statue est complète mais les sculptures sont usées et même quasiment effacées dans le dos. C'est une statue féminine. Le personnage comporte un visage (yeux, nez), des seins, des bras, des mains, des jambes et des pieds. Les bras sont coudés et figurés très haut près du visage. Les jambes sont disjointes. La statue porte un collier à trois rangs et une ceinture.